# Mouleydier
Mouleydier – miejscowość i gmina we Francji, w regionie Nowa Akwitania, w departamencie Dordogne.
Według danych na rok 1990 gminę zamieszkiwało 1049 osób, a gęstość zaludnienia wynosiła 124 osób/km² (wśród 2290 gmin Akwitanii Mouleydier plasuje się na 408. miejscu pod względem liczby ludności, natomiast pod względem powierzchni na miejscu 1173.).